# Pfarrkirche St. Markus (Wien)

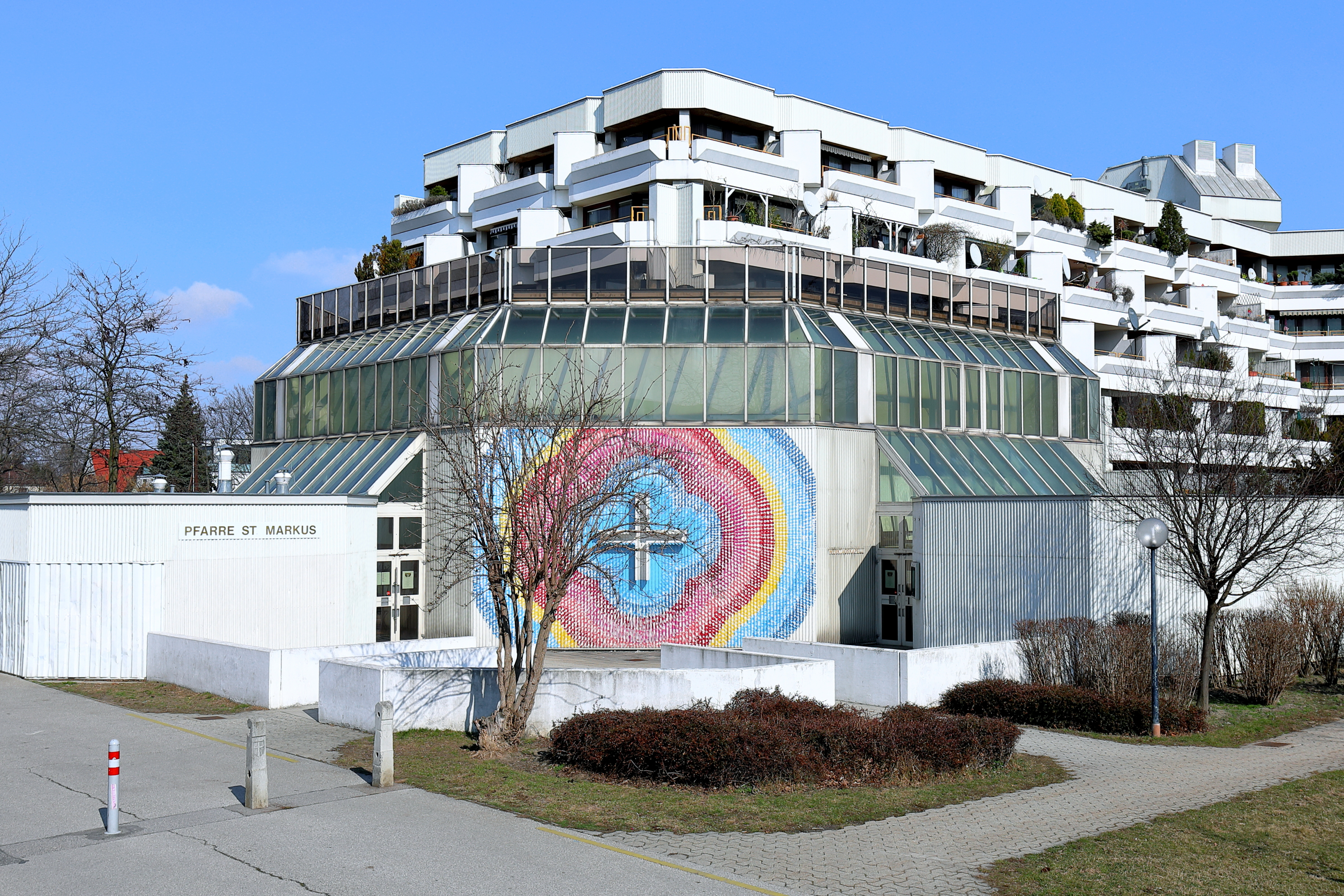
Katholische Pfarrkirche hl. Markus in Wien-Großjedlersdorf

Die Pfarrkirche St. Markus ist eine römisch-katholische Pfarrkirche im Heinz-Nittel-Hof am Marco-Polo-Platz 8 im Bezirksteil Großjedlersdorf des 21. Wiener Gemeindebezirks Floridsdorf. Die Pfarre liegt im Stadtdekanat 21 des zur Erzdiözese Wien gehörenden Vikariates Wien Stadt. Sie ist dem heiligen Markus geweiht.

## Architektur
Die Kirche wurde als Teil des Gemeindebaues „Heinz-Nittel-Hof“ errichtet und im Mai 1983 geweiht. Die Planung des Gemeindebaues mit rd. 1400 Wohneinheiten und der Kirche hatte das Architekturbüro Harry Glück & Partner inne. Die Planung der Innengestaltung der Kirche übernahm der Architekt Werner Höfer. Die Kirche ist ein schlichter Oktogonalbau, welcher aber als Teil der Architektur des Heinz-Nittel-Hofes auf den ersten Blick gar nicht auffällt. Eine Werktagskapelle und Sakristei sowie Nebenräume umgeben die Kirche, die der Beginn eines Wohnungsriegels ist.